# Административное деление Замбии

Провинции Замбии

Замбия сохранила британскую административно-территориальную систему. Страна делится на десять провинций: Лусака, Центральная, Северо-Западная, Коппербелт, Северная, Западная, Южная, Восточная, Луапула и Мучинга (10-я провинция страны Мучинга образована в 2011 году, в результате разделения Северной провинции), администрации которых возглавляют руководители в ранге министра. Провинции, в свою очередь, состоят из муниципальных округов, общая численность которых на настоящий момент составляет 103 единицы. Каждым из округов руководит назначаемый президентом губернатор. В общем виде иерархическая структура административной вертикали, сформированная в соответствии с особенностями политической и избирательной системы, представлена следующими территориальными единицами: 
Провинция (англ. province)
Муниципальный округ (англ. district)
Избирательный округ (англ. constituency)
Административный район (в границах избирательного участка) (англ. ward)
Вождество (англ. chiefdom).
| №  | Провинция       | Административный центр | Площадь, км² | Население, чел. (2010) | Плотность, чел./км² |
| -- | --------------- | ---------------------- | ------------ | ---------------------- | ------------------- |
| 1  | Центральная     | Кабве                  | 94 394       | 1 307 111              | 13,85               |
| 2  | Коппербелт      | Ндола                  | 31 328       | 1 972 317              | 62,96               |
| 3  | Восточная       | Чипата                 | 51 476       | 1 592 661              | 30,94               |
| 4  | Луапула         | Манса                  | 50 567       | 991 927                | 19,62               |
| 5  | Лусака          | Лусака                 | 21 896       | 2 191 225              | 100,07              |
| 6  | Мучинга         | Чинсали                | 87 806       | 711 657                | 8,10                |
| 7  | Северная        | Касама                 | 77 650       | 1 105 824              | 14,24               |
| 8  | Северо-Западная | Солвези                | 125 826      | 727 044                | 5,78                |
| 9  | Южная           | Чома                   | 85 283       | 1 589 926              | 18,64               |
| 10 | Западная        | Монгу                  | 126 386      | 902 974                | 7,14                |
|    | Всего           |                        | 752 612      | 13 092 666             | 17,40               |